# Ópera de Yuju

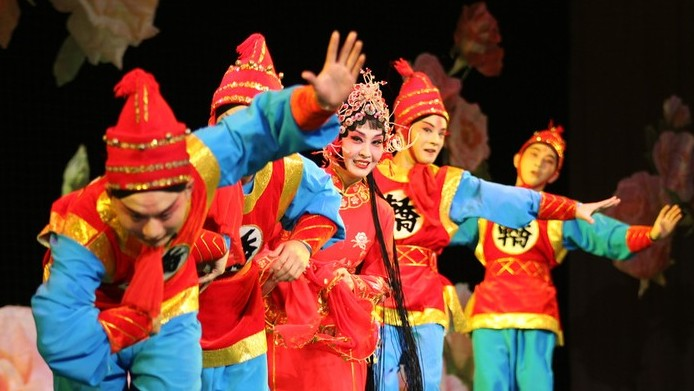
Yuju

La Ópera de Yuju (en chino: 豫剧 Yùjù), es una clase de ópera china, típica de la provincia de Henán pero popular en toda China.
Se originó a finales de la dinastía Ming y comienzos de la dinastía Qing. Actualmente hay cuatro variaciones principales: Xiangfu, típica de Kaifeng, Yudong, en el área de Shangqiu, Yuxi en los alrededores de Luoyang, y Shahe en Luohe. Yudong y Yuxi son las formas más difundidas, la primera orientada a la comedia, la segunda a la tragedia.